# IJF Developments
IJF Developments war ein britischer Hersteller von Automobilen.

## Unternehmensgeschichte
Ian Ferrier gründete 1992 das Unternehmen in Rishton in der Grafschaft Lancashire. Er begann mit der Produktion von Automobilen und Kits. Der Markenname lautete Saxan. 2000 endete die Produktion. Insgesamt entstanden etwa zwölf Exemplare. Eine andere Quelle gibt den Bauzeitraum mit 1993 bis etwa 1996 an.

## Fahrzeuge
Das erste Modell war der Warrior. Dies war ein Geländewagen mit Allradantrieb. Die Basis bildete der Leiterrahmen vom Daihatsu Rocky oder Daihatsu Taft. Darauf wurde eine Karosserie aus Fiberglas montiert. Zur Wahl standen Kombi, Cabriolet und Pick-up. Von diesem Modell entstanden ab 1992 etwa acht Fahrzeuge.
Der 1993 präsentierte Crusader war ähnlich konzipiert. Die Windschutzscheibe war größer, die Türen waren breiter und verfügten über Kurbelfenster. Der Innenraum bot besonders im hinteren Bereich mehr Platz. Dieses Modell fand etwa vier Käufer.